# Campionati dell'Unione Pedestre Italiana 1903
I VI campionati dell'Unione Pedestre Italiana si sono svolti ad Alba il 20 settembre 1903, presso il velodromo cittadino che aveva la pista con uno sviluppo di 400 metri. Il programma delle gare rimase invariato rispetto all'edizione precedente.

## Risultati
| Specialità   | Oro                                       | Prestazione | Argento                                         | Prestazione | Bronzo                                            | Prestazione |
| 100 m        | Giuseppe Tarella Sport Club Audace Torino | s/t         | Giacomo Grassi SEF Mediolanum                   | s/t         | Eugenio Casalis Sport Club Audace Torino          | s/t         |
| 1500 m       | Roberto Penna Cristoforo Colombo Genova   | s/t         | Annibale Galmozzi Nicolò Barabino Sampierdarena | a 20 metri  | Abramo Ghezzi Pro Italia Milano                   | s/t         |
| 25 km        | Giacinto Volpati Pro Italia Milano        | 1h33'00"    | Ettore Ferri Virtus Atletica Bologna            | s/t         | Giuseppe Pallenzone Nicolò Barabino Sampierdarena | s/t         |
| Marcia 30 km | Edoardo Marani Unione Sportiva Milanese   | 2h53'13"    | Michee Negri Club Ideale Cernobbio              | 3h00'35"    | Edoardo Geitzinger Pro Italia Milano              | 3h08'18"    |